# 陳震雷
陳震雷（1947年—1994年7月27日），本名陳傳來，台灣男演員，活躍於1980年代。

## 簡介
陳震雷原是雕刻師傅，也曾在電視台擔任武行，並曾擔任華視1974年著名八點檔連續劇《保鑣》（當時以「陳雷」名義），與1980年台視《俠影香蹤》、《盲女神龍》等武俠劇的武術指導。
後來被導演林福地相中，而參與演出台視連續劇《不要說再見》，並憑此劇中的演出開始走紅。後來的《又見阿郎》、《天地良心》、《阿郎與彬彬》、《萬世師表》，更讓他成為 1980 年代台灣最紅的本土演員，之後亦接演不少電影，包括《大頭仔》、《與狼共愛》、《嫁妝一牛車》、《老莫的第二個春天》、《出外人》、《黑皮與白牙》、《流氓世家》等。
1989年6月29日，陳震雷與海蓉結婚，育有一女陳臻；然而婚後經常為瑣事發生口角，種種負面因素之下，陳震雷與沈海蓉於1992年離異。兩人離婚後，女兒陳臻被沈海蓉單方面改名為「陳沈勻䕒」；陳震雷離世後，陳沈勻嘉去掉陳姓，改從母姓成為「沈勻䕒」。
1994年7月27日，陳震雷因長期肺癌病逝於台大醫院，臨終之前一直念念不忘要見沈海蓉母女最後一面，最後仍未實現。

## 戲劇演出

### 電影
- 1983年：《鄉下阿郎》
- 1984年：《嫁妝一牛車》、《老莫的第二個春天》、《出外人》
- 1986年：《母牛一條》
- 1987年：《黑皮與白牙》
- 1988年：《大頭仔》
- 1989年 :《企業流氓》、《流氓世家》
- 1991年：《與狼共愛》

### 電視劇

#### 台視
- 1982年5月：《不要說再見》

當時，導演林福地鑑於李師科案對社會治安造成的不良影響，想藉由一個管訓流氓的故事，呼籲社會給受刑人一條自新的路走。他用了武行出身、從沒演過戲的陳震雷，演劇中流氓配角「吳明郎」（通稱「阿郎」，後來也成為陳震雷成名後多部作品中的演出角色之名）。但陳震雷的演出意外受到注目，並以此劇入圍1983年第18屆金鐘獎「最具潛力戲劇新演員獎」。
- 1982年8月：《又見阿郎》
- 1982年12月：《天地良心》
- 1985年4月：《阿郎與彬彬》
- 1986年12月：《我心深處》
- 1987年10月：《勇者的奮鬥》

《我心深處》的續作。
- 1988年8月：《萬世師表》

- 1994年7月：《名人傳記─莫那魯道》

1994年7月底，由台視播出的《人物傳記劇場》五集單元劇《名人傳記─莫那魯道》，雖非電影，卻是多年後首度把霧社事件搬上影視媒體的劇情作品。這部戲由陳震雷自導自演，侯麗芳、蔡岳勳、潘麗麗等人也參與演出，同樣開拔到霧社出外景。但此劇拍攝期間傳出積欠酬勞問題，因此遲至陳震雷因肝癌過世後才排到播出檔期。此劇內容並未遵照史實，據說劇情甚至還有主角莫那魯道向日本人下跪的橋段，而最後因為收視率平凡並未引起太大的迴響。
根據對霧社事件有相當研究的漫畫家邱若龍表示：此片原本是由賽德克族女導演單美真所籌劃，也找過邱若龍一起參與，後來發現與台視的資深製作人觀念完全不符：當時資深製作人認為「出草獵人頭」是陋習、應該改為獵「豬頭」而無法溝通，最後他們兩人都退出，而變成了讓陳震雷自由發揮的連續劇。戲裡莫那魯道不但成了「達魯固人」，還有向日本人下跪的「趣味劇情」。這些年剛好也是台灣社會漸漸開放、台灣原住民族運動興起，但此劇大概沒什麼人看、收視率不好，所以沒有人抗議。後來陳震雷因肝癌過世，因而不了了之。

## 獎項紀錄
| 年份   | 頒獎典禮     | 獎項                 | 作品           | 角色   | 結果 |
| ------ | ------------ | -------------------- | -------------- | ------ | ---- |
| 1983年 | 第18屆金鐘獎 | 最具潛力戲劇新演員獎 | 《不要說再見》 | 吳明郎 | 提名 |

## 外部連結
- 陳震雷在互联网电影资料库（IMDb）上的資料（英文）（英文）
- 陳震雷在香港影庫上的簡介
- 陳震雷在豆瓣上的资料（简体中文）